# Macadamiaöl

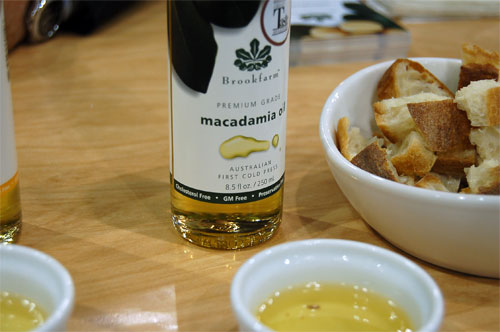
Macadamiaöl

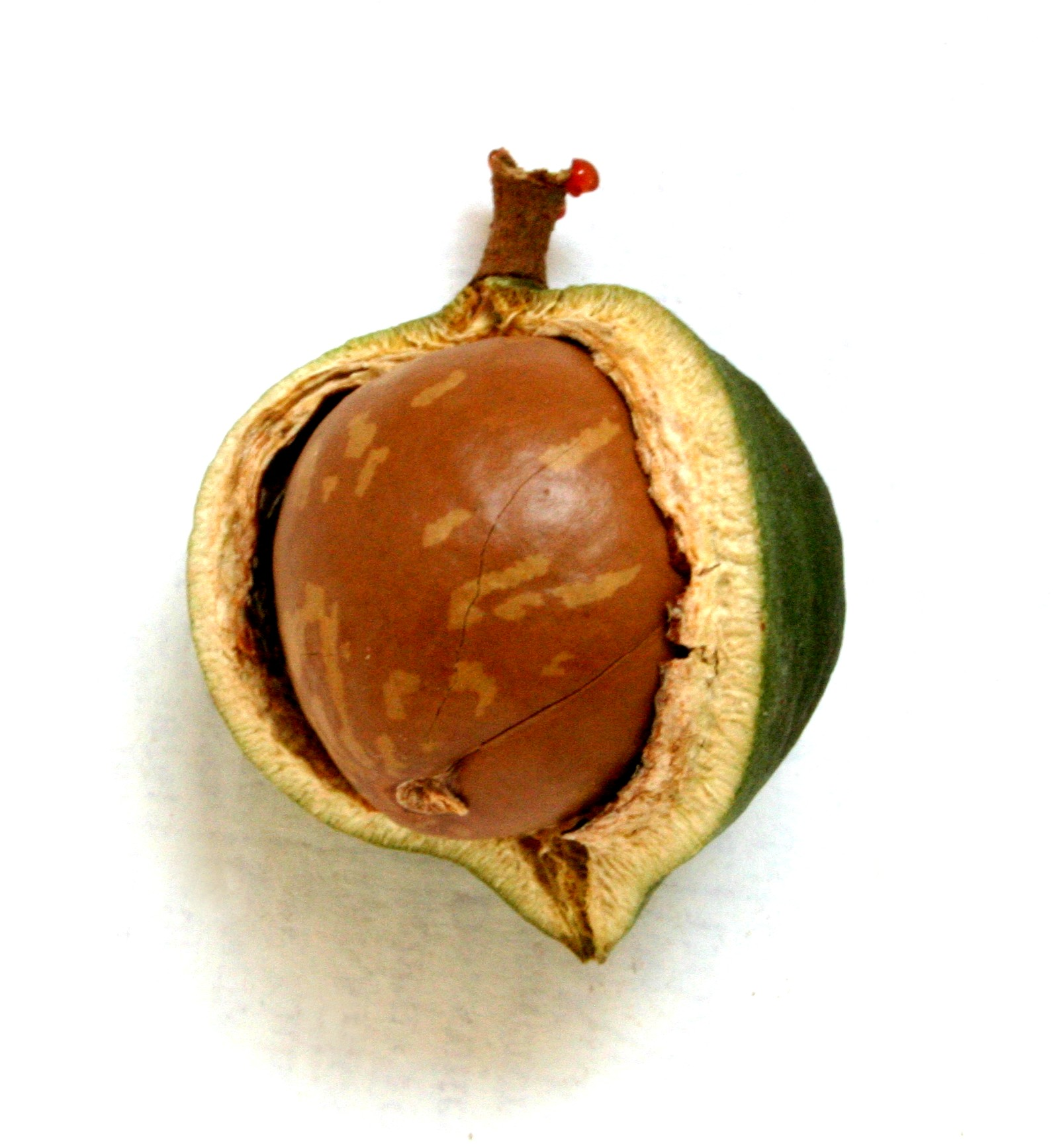
Geöffnete Macadamia-Frucht mit braunem Samen (die Macadamianuss)

Allgemeine chemische Struktur von Ölen, wie Macadamiaöl. Darin sind R^{1}, R^{2} und R^{3} Alkylreste oder Alkenylreste mit einer meist ungeraden Anzahl von Kohlenstoffatomen. Macadamiaöl ist – wie andere Pflanzenöle – ein Gemisch von Triestern des Glycerins.

Macadamiaöl oder Macadamia-Öl ist ein Pflanzenöl, welches aus den Samen der Macadamiabäume gewonnen wird. Kaltgepresst besitzt es eine hellgelbe bis goldene Farbe und einen schwach nussigen Geruch.
Die Macadamianuss besitzt einen Fettanteil von ca. 75 %. Die enthaltenen Triglyceride – also Trifettsäureester des Glycerins – sind vor allem Derivate einfach ungesättigter Fettsäuren, besonders der Ölsäure.

## Inhaltsstoffe
Der Fettgehalt der Nuss ist sehr hoch, neben diesem enthält sie aber auch Eisen, Magnesium, Kalzium und Kalium. Auch wichtige Vitamine wie Vitamin A, Vitamin B1 und B2 und Vitamin E kommen in der Macadamianuss vor. Weiterhin finden sich Squalen und die typischen Phytosterine β-Sitosterin, Stigmasterin und Campesterin.
Die Triglyceride des Öls sind zu ca. 20 % Ester der Palmitoleinsäure. Unter den veresterten Fettsäuren finden sich weiter
- 7–10 % Palmitinsäure
- 54–68 % Ölsäure
- 1–3 % Linolensäure
- 1,5–3 % Arachinsäure
- 2–5,5 % Stearinsäure[2]

Die Oxidationsstabilität beträgt 3,6–19,8 h. Die Jodzahl liegt bei ca. 70–80, die Verseifungszahl bei 190–200, der Schmelzpunkt bei −12 °C.

## Gewinnung
Ursprünglich kommen Macadamias in den Regenwäldern Australiens vor, sie werden aber auch in Hawaii, Neuseeland, Südafrika, Kenia und Mittel- und Südamerika angebaut. Die Macadamiabäume produzieren erst nach 7 bis 10 Jahren die ersten Früchte. Die Steinfrüchte sind ausgereift ca. 2 bis 4 cm groß, ihre Steinkerne sind die braunen Macadamianüsse.
Die Früchte werden per Hand vom Boden aufgesammelt und danach mit Hilfe von Maschinen von ihrer Außenschale und dem Fruchtfleisch befreit. Für die Produktion des Öls werden die harten Steinkerne (Nüsse) geöffnet und die Kerne kaltgepresst, dadurch werden die wertvollen Inhaltsstoffe erhalten. Das Öl kann in besserer Ausbeute und minderer Qualität aber auch durch Lösemittelextraktion gewonnen werden.

## Anwendung
Macadamiaöl dient bei der Haarpflege als Ersatz für Nerzöl. Durch den hohen Gehalt an Palmitoleinsäure wirkt sich Macadamiaöl zudem pflegend auf die Haut aus.
Da Macadamiaöl hitzebeständig ist, eignet es sich in der Küche auch zum Braten.